# Клав'єре
Клав'єре (італ. Claviere, п'єм. Clavier) — муніципалітет в Італії, у регіоні П'ємонт,  метрополійне місто Турин.
Клав'єре розташований на відстані близько 580 км на північний захід від Рима, 80 км на захід від Турина.
Населення — 217 осіб (2014).
Щорічний фестиваль відбувається 2 липня. Покровитель — Madonna della Visitazione.

## Демографія
Населення за роками:

Станом на 1 січня 2023 року в муніципалітеті офіційно проживало 38 іноземців з 10 країн, серед них 28 громадян країн Євросоюзу та 1 громадянин України.

## Сусідні муніципалітети
- Чезана-Торинезе
- Монженевр (Франція)